# Добровольский, Иван Викентьевич
Не следует путать с советским музыковедом Борисом Михайловичем Добровольским
Иван Викентьевич Добровольский (ок. 1780, Могилёвская губерния, Российская империя — 1851, Гродно, Гродненская губерния) — русский собиратель народной музыки, музыкант, музыковед
, композитор и театральный деятель. 

## Биография
Точная дата рождения неизвестна. Представитель дворянского рода Добровольских. Первоначально служил при особе могилёвского епископа Анастасия, возглавляя инструментальный оркестр и церковный хор. 
В 1810-е — 1830-е годы жил в Астрахани, где работал учителем музыки в местной гимназии. Стал одним из отцов-основателей первого в Астрахани постоянного театра, где выполнял все мыслимые функции (режиссёра, дирижёра, импресарио и проч). Играл на скрипке и виолончели, дирижировал, ставил оперы, преподавал. 
В 1816—18 годах издавал в Астрахани «Азиатский музыкальный журнал» (всего вышло восемь номеров), на страницах которого выступил первопроходцем в области записи народных песен Кавказа. Напевы и текст песен из издававшегося Добровольским журнала были позднее перепечатаны Рыбаковым  в его труде «Музыка уральских мусульман».
Писал также собственные музыкальные сочинения, из которых (по состоянию на начало 1980-х) сохранилось и было выявлено только одно сочинение (полонез). По данным, Музыкального словаря Римана, в «Азиатском журнале» публиковались также танцы для фортепиано, возможно собственного сочинения Добровольского (но это из словарной статьи неясно). Сам журнал уже до революции был библиографической редкостью, представленной только в двух библиотеках — Академии наук в Санкт-Петербурге и Казанского университета. 
В 1840-е годы переехал в Гродно, где также работал учителем музыки.
Скончался Добровольский в 1851 году в Гродно.